# FN:s generalförsamlings resolution 3379
Förenta nationernas generalförsamlings resolution 3379, antogs 10 november 1975 med 72 röster mot 35 (32 avstod), och "fastställer att Sionism är en form av rasism och etnisk diskriminering". Resolutionen upphävdes den 16 december 1991 av resolution 46/86.

## Votering
Framtagen av: (25) Afghanistan, Algeriet, Bahrain, Dahomey, Egypten, Förenade Arabemiraten, Guinea, Irak, Jordanien, Kuba, Kuwait, Libanon, Libyen, Marocko, Mauretanien, Nordjemen, Oman, Qatar, Saudiarabien, Somalia, Sydjemen, Sudan, Syrien och Tunisien. 

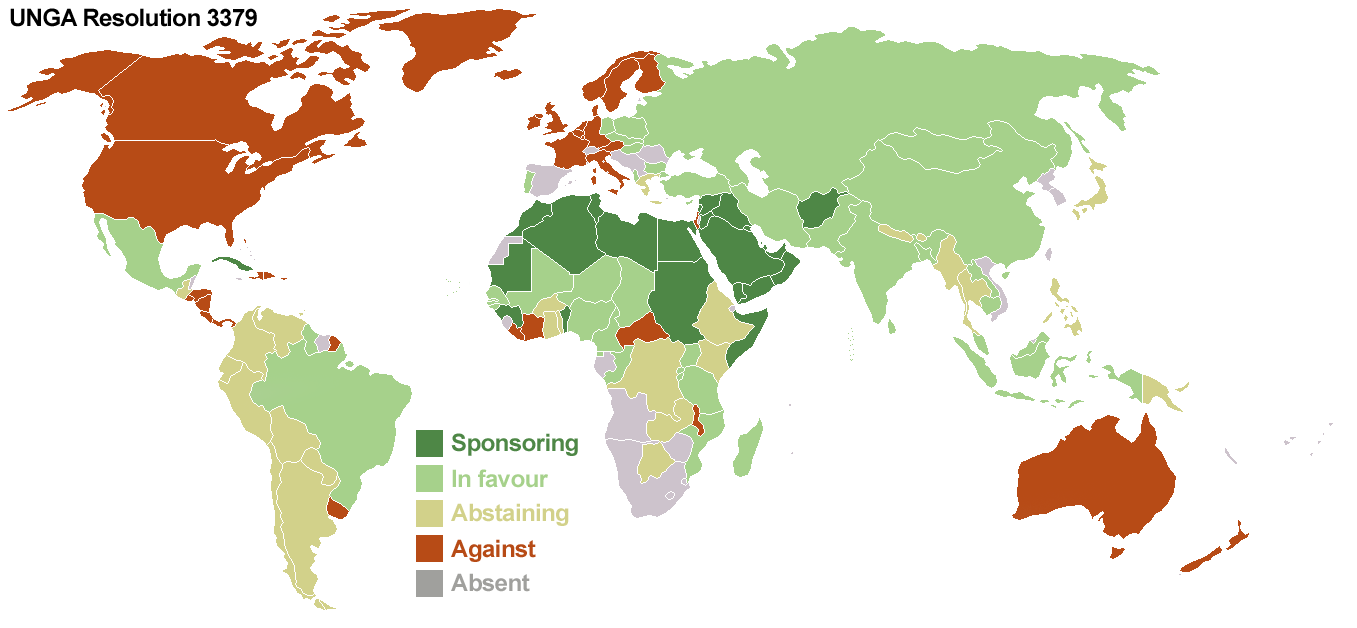
Omröstningsresultatet

Röstade för: (72) De 25 länder ovan som la fram resolutionen och ytterligare 47:
Bangladesh, Brasilien, Bulgarien, Burundi, Tchad, Cypern, Ekvatorialguinea, Gambia, Grenada, Guinea-Bissau, Guyana, Indien, Indonesien, Iran, Jugoslavien, Kambodja, Kamerun, Kap Verde, Kina, Demokratiska republiken Kongo, Laos, Madagaskar, Malaysia, Maldiverna, Mali, Malta, Mexiko, Mongoliet, Moçambique, Niger, Nigeria, Pakistan, Polen, Portugal, Rwanda, São Tomé och Príncipe, Senegal, Sovjetunionen, Sri Lanka, Tanzania, Tjeckoslovakien, Turkiet, Uganda, Ukrainska SSR, Ungern, Vitryska SSR och Östtyskland.
Röstade mot: (35) Australien, Bahamas, Barbados, Belgien, Centralafrikanska republiken, Costa Rica, Danmark, Dominikanska republiken, Elfenbenskusten, El Salvador, Fiji, Finland, Frankrike, Haiti, Honduras, Irland, Island, Israel, Italien, Kanada, Liberia, Luxemburg, Malawi, Nederländerna, Nicaragua, Norge, Nya Zeeland, Panama, Storbritannien, Sverige, Swaziland, Uruguay, USA, Västtyskland och Österrike.